# Rytis Martikonis
Rytis Martikonis (ur. 8 lutego 1967 w Kownie) – litewski dyplomata, wiceminister spraw zagranicznych (2001–2004), następnie do 2010 stały przedstawiciel Litwy przy Unii Europejskiej.

## Życiorys
W latach 1989–1990 studiował nauki polityczne i prawo w Bowdoin College w USA. Od 1991 do 1992 kształcił się na Uniwersytecie Aarhus w zakresie nauk politycznych. W 1993 ukończył studia prawnicze na Uniwersytecie Wileńskim. Od 1992 był zatrudniony w Ministerstwie Spraw Zagranicznych w departamencie zajmującym się integracją europejską. W latach 1995–1999 pracował jako radca w litewskim przedstawicielstwie przy Unii Europejskiej. Po powrocie do kraju objął stanowisko dyrektora departamentu integracji europejskiej, który sprawował do 2001. W latach 2001–2004 pełnił funkcję wiceministra spraw zagranicznych, był wiceprzewodniczącym zespołu negocjującego warunki członkostwa Litwy w UE. Reprezentował krajowy rząd w Konwencie Europejskim. W 2004 objął stanowisko stałego przedstawiciela Litwy przy Unii Europejskiej, zajmował je do 2010. W 2010 powołany na doradcę premiera Andriusa Kubiliusa. W 2011 przeszedł do pracy w strukturach Komisji Europejskiej, gdzie został dyrektorem generalnym.